# Natalia Avelon
Natalia Siwek (Breslau, 29 de març de 1980), més coneguda com a Natalia Avelon, és una actriu polonesa i cantant alemanya. Va viure a Polònia fins que va traslladar-se a Ettlingen (Alemanya).
Entre altres papers destaca el personatge d'Uschi Obermaier en la pel·lícula Das Wilde Leben d'Achim Bornhak. Com a cantant és destacable el seu duo amb Ville Valo per a una cançó de Nancy Sinatra i Lee Hazlewood, la cançó de Summer Wine per a la banda sonora de la pel·lícula Das Wilde Leben.

## Vida i treball
A l'edat de vuit anys, Natalia Avelon es va traslladar amb la seva família al districte de Schöllbronn d'Ettlingen. Només allà va aprendre l'alemany. Es va graduar a l'Albertus-Magnus-Gymnasium l'any 2000. Quan era adolescent, va descobrir la seva passió pel cinema i, després de treballar com a model, va estudiar teatre a Múnic.
Va començar la seva carrera d'actriu el 1998 amb uns quants anuncis abans de poder obtenir la seva primera experiència en el negoci del cinema gràcies al seu paper a la sèrie de televisió "Forbidden Love". Van seguir altres papers cinematogràfics, incloses aparicions en pel·lícules de televisió i en el pròleg de la versió "extragran" estrenada el 2002 de la pel·lícula The Shoe of Manitou.
Va fer el seu primer paper important el 2007 com a Uschi Obermaier a Das wilde Leben. També va aparèixer al videoclip dOn Fire, el segon senzill de l'àlbum The Golden Foretaste of Heaven d'Alec Empire. Va tornar a gravar el hit Summer Wine de Lee Hazlewood i Nancy Sinatra amb Ville Valo per a la pel·lícula The Wild Life. El senzill va ser llançat el 26 de gener de 2007 i va arribar al número dos de les llistes de singles alemanyes al març. El 2017 va llançar el seu àlbum debut Love Kills. Els col·laboradors famosos de l'àlbum inclouen Bela B, Betty Dittrich i Guy Chambers.
Natalia Avelon també és membre del "SWR3 LiveLyrix Ensemble". El setembre de 2021, es va publicar una sèrie de fotos a l'edició alemanya de la revista Playboy.

## Filmografia (selecció)

### Kino
- 2001: Der Schuh des Manitu („Extra Large“-Version)
- 2002: Der weiße Hirsch (Kurzfilm)
- 2007: Das wilde Leben
- 2008: Far Cry
- 2008: Hell of a Night
- 2008: 80 Minutes
- 2009: Phantomanie
- 2011: Gegengerade – Niemand siegt am Millerntor
- 2011: Wunderkinder
- 2012: Absturz (Kurzfilm)
- 2014: Alles inklusive
- 2018: Spielmacher
- 2020: Es ist zu deinem Besten

### Pel·lícules i sèries de televisió
| - 1999: Streit um drei - 2001: Verbotene Liebe, als Janina Kirsch (11 Episodis) - 2001: Der Club der grünen Witwen - 2002: Zwei Engel auf Streife – Wodka auf Ex - 2002: Rosa Roth – Geschlossene Gesellschaft - 2003: Marienhof, als Constanze Vinotti - 2004: Der Bulle von Tölz: Süße Versuchung - 2004: Prinz und Paparazzi - 2005, 2012: Ein Fall für zwei (2 Episodis) - 2005: Sturm der Liebe (2 Episodis) - 2005: Bewegte Männer – Die Oberweitenreform - 2007: Das Echo der Schuld - 2008: Tatort – Tod einer Heuschrecke - 2009: So ein Schlamassel - 2009: Der Kriminalist – Das Geständnis - 2010: Kommissar LaBréa – Todesträume am Montparnasse - 2010: Kreutzer kommt - 2010: Mordkommission Istanbul – Die steinernen Krieger - 2010: Oh Shit! - 2011: Strike Back (3 Episodis) | - 2011: Mord in bester Gesellschaft – Der Fluch der bösen Tat - 2012: Götter wie wir (6 Episodis) - 2005: Ein Fall für zwei – Tod im Ring - 2013, 2015: SOKO 5113 (2 Episodis) - 2013: SOKO Wien – Drehschluss - 2014: Na krawedzi (5 Episodis) - 2015: Przypadki Cezarego P. – Lady P - 2015: Die Bergretter – Auf der Kippe - 2015: Drunter und Brüder - 2015: Rosamunde Pilcher – Vollkommen unerwartet - 2016: Böser Wolf – Ein Taunuskrimi - 2018: The Team (2 Episodis) - 2019: Professor T – Der perfekte Mord - 2019: Der gute Bulle: Friss oder stirb - 2020: SOKO München – Ein kunstvoller Tod - 2020: Crews & Gangs - 2020: Ojciec Mateusz – Klatwa - 2021: Komisarz Alex – Sejf - 2021: Nix Festes – Don't Cha? |

## vídeos musicals
- 2007: Summer Wine – Ville Valo & Natalia Avelon
- 2012: Money and Women – Wyn Davies (mit Rolf Eden, Heike Makatsch und Karoline Schuch)
- 2013: Unvergessene Zeit – Down Below feat. Natalia Avelon
- 2017: Blind Belief[5]

## Filmografia
Cinema
- 80 Minutes (2008)
- Far Cry (2008)
- Das Wilde Leben (2007)
- Der Schuh des Manitu (2001)

## Discografia
Àlbums
- 2017: Love Kills

Singles
- 2007: Summer Wine (Ville Valo & Natalia Avelon)
- 2013: Unvergessene Zeit (Down Below feat. Natalia Avelon)
- 2017: Blind Belief[6]

## Premis
- 2008: DIVA-Award – New Talent of the Year